# King Island (Alaska)
King Island (Inupiak: Ugiuvak) is een Amerikaans eiland gelegen in de Beringzee ten westen van Alaska.

## Geografie
King Island is een klein eiland op ongeveer 64 km afstand van de kust van het vasteland. Het eiland ligt recht ten zuiden van Wales, Alaska, de westelijkste stad op het Amerikaanse vasteland. Het eiland is ongeveer 1,6 km breed, met steile hellingen langs alle zijden. Het eiland heeft zijn naam gekregen van James Cook, de eerste Europeaan die het eiland te zien kreeg in 1778.